# Mathieu Crickboom
Mathieu Gérard Adelin Crickboom (Hodimont, 2 maart 1871 – Elsene, 30 oktober 1947) was een Belgisch violist en muziekpedagoog.

## Levensloop

### Opleiding
Crickboom volgde zijn eerste muzikale opleiding (viool, piano en notenleer) aan de muziekschool van Verviers. Daarna volgde hij er een opleiding kamermuziek en ontmoette de latere componist Guillaume Lekeu, met wie hij bevriend bleef tot diens vroege dood in 1894.
In 1887 werd Crickboom toegelaten tot het Koninklijk Conservatorium van Brussel, waar hij in de klas van vioolvirtuoos Eugène Ysaÿe de opleiding volgde. Hij behaalde er de grootste onderscheiding in viool en het jaar daarop in vioolvirtuositeit. Ysaÿe, die op dat moment reeds veel in het buitenland vertoefde, wees zijn favoriete leerling Crickboom aan als repetitor bij zijn afwezigheid.

### Als violist
Ondertussen was Crickboom al solist in het orkest van de Koninklijke Muntschouwburg. Vanaf 1889 speelde hij de tweede viool in het strijkkwartet van Ysaÿe, waarin verder Léon Van Hout en Joseph Jacob speelden. Zij brachten werk van onder anderen Ernest Chausson (Concert in D-groot, 1889-91), Vincent d'Indy (Strijkkwartet Nr. 1 D-gr.t., 1890) en Claude Debussy (Strijkkwartet in g-kleine terts, 1893). In het zomerseizoen was Crickboom solist in het orkest van het casino in het Franse Royan. Hij leerde er zijn latere echtgenote kennen, de pianiste Clémence Campocasso.
In 1892 richtte Crickboom een eerste eigen strijkkwartet op met zijn muziekvrienden uit Verviers. Hij speelde eerste viool, terwijl hij tot in 1894 eveneens de tweede viool in het kwartet van Ysaÿe bleef spelen. Met zijn eigen kwartet toerde Crickboom in 1896 in Spanje. Ze speelden onder meer in Madrid, Bilbao en Barcelona. In deze laatste stad vestigde hij zich en hij werd er directeur van een muziekschool en een concertvereniging, de Societat Filharmònica de Barcelona.
De Belgische leden van zijn strijkkwartet keerden terug naar hun vaderland. Crickboom vormde daarop een nieuw strijkkwartet met zijn leerling Josep Rocabruna als tweede violist, Pablo Casals op cello en Rafael Gálvez op altviool. Soms werd het kwartet uitgebreid met Enrique Granados tot een pianokwintet. Het ensemble kende een groot succes en toerde in de periode 1898-1903 in Rusland (35 concerten), Frankrijk, Italië, België, Duitsland en Zwitserland.

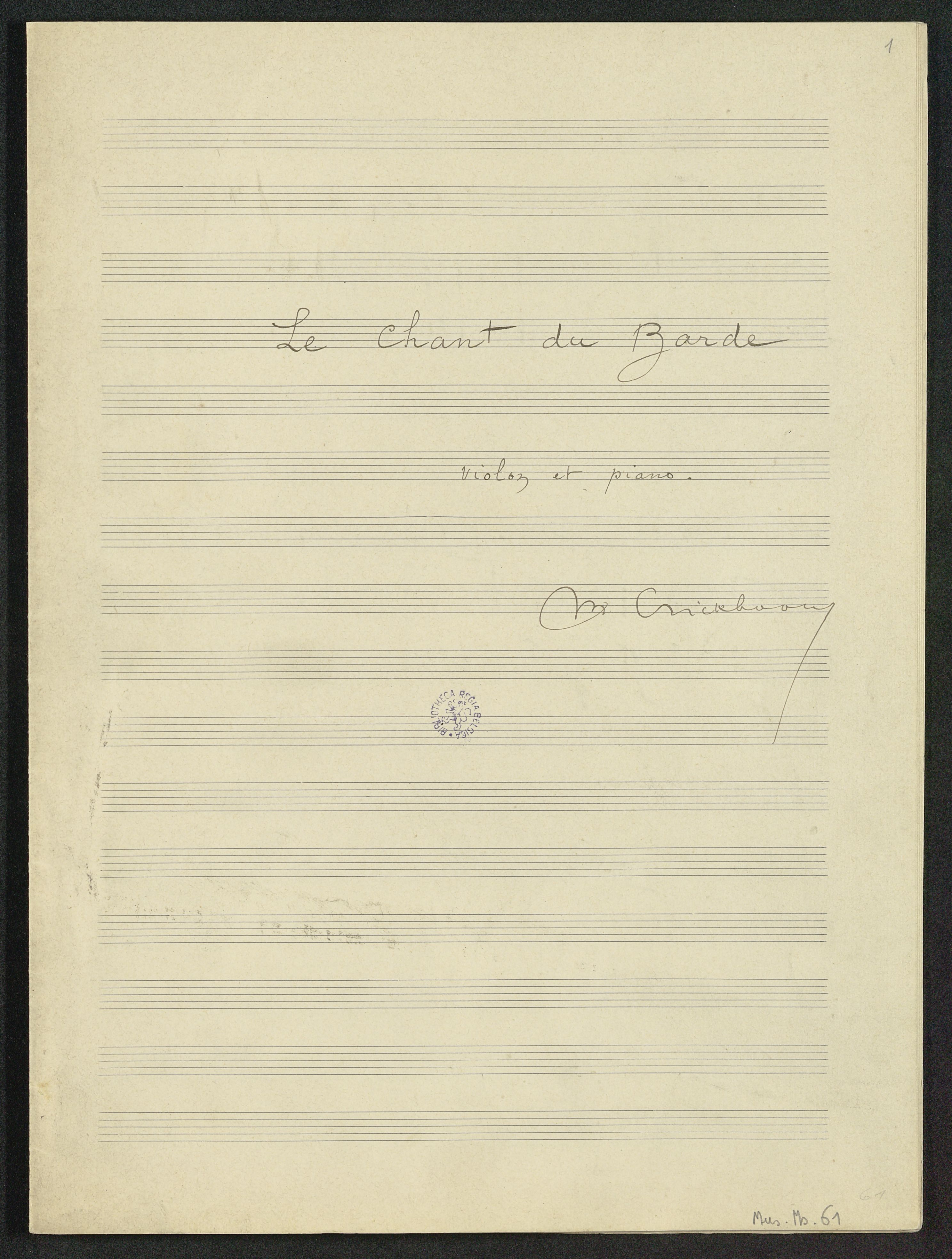
Voorblad van Le chand du Barde voor piano en viool door Mathieu Crickboom

### Als muziekpedagoog
In 1904 keerde Crickboom terug naar België en richtte in Brussel samen met de pianist Théophile Ysaÿe, de jongere broer van Eugène Ysaÿe, een nieuw instituut voor hogere studies voor viool en piano op. In 1910 werd hij benoemd tot leraar aan het Koninklijk Conservatorium van Luik. Net na de Eerste Wereldoorlog werd Crickboom leraar aan het Koninklijk Conservatorium van Brussel, waar hij bleef lesgeven tot aan zijn pensioen in 1936. Tijdens de Tweede Wereldoorlog keerde Crickboom terug naar het conservatorium om er zijn opvolger Maurice Raskin te vervangen, die naar Londen was gevlucht. Zijn belangrijkste leerlingen waren Frédérique Petrides, Maurits Deroo en Georges Octors. Verder was hij raadgever bij de eerste muzikale stappen van Pablo Casals en Arthur Grumiaux.

## Publicaties
Als muziekpedagoog zette Crickboom het werk verder van Charles Auguste de Bériot, de grondlegger van de Frans-Belgische vioolschool. Hij schreef tussen 1908 en 1911 de vioolmethode in vijf delen Le violon théorique et pratique die een groot succes kende en nog steeds gebruikt wordt. Het werk werd vertaald in zeven talen. Daarna publiceerde hij nog La technique du violon (drie delen), Les maîtres du violon (twaalf delen) en Révisions de sonates et des concertos les plus célèbres (bewerkingen van talrijke vioolsonates en concerten van grote componisten uit de 18e en 19e eeuw). Van zijn hand verscheen ook een beperkt aantal werken voor viool en piano (bijvoorbeeld de Vioolsonate opus 11, opgedragen aan zijn vrouw), alsmede enkele liederen.

## Eerbetoon
Verscheidene componisten droegen werken op aan Crickboom. Zo droeg Eugène Ysaÿe zijn Sonate pour violon seul op. 27 n° 5 aan hem op, terwijl Ernest Chausson zijn Strijkkwartet in c-klein, dat na zijn dood door d'Indy werd voltooid, aan hem opdroeg. Joseph Ryelandt droeg zijn 5de vioolsonate in c uit 1918 op aan Crickboom.
- Biblioteca Nacional de España: XX5047855
- Bibliothèque nationale de France: cb14799227j (data)
- Catàleg d'autoritats de noms i títols de Catalunya: 981058512041806706
- Gemeinsame Normdatei: 174080832
- International Standard Name Identifier: 0000 0000 8350 9101
- Library of Congress Control Number: n83162678
- Nationale Bibliotheek van Letland: 000153102
- MusicBrainz: 7200fdc1-21c5-4f4c-ab6f-15be259166d2
- Nationale Bibliotheek van Tsjechië: xx0156359
- Nationale Bibliotheek van Israël: 987007284361705171
- Nederlandse Thesaurus van Auteursnamen: 252266668
- Istituto Centrale per il Catalogo Unico: LO1V138279
- Système universitaire de documentation: 176942777
- Virtual International Authority File: 2735202
- WorldCat: E39PBJhMggvTDwRTXVFVHdHV4q